# Spherillo pictus
Spherillo pictus là một loài chân đều trong họ Armadillidae. Loài này được Heller miêu tả khoa học năm 1865.